# Station Cambes
Station Cambes is een spoorwegstation in de Franse gemeente Cambes-en-Plaine. Het station is gesloten.